# Asif Mohiuddin

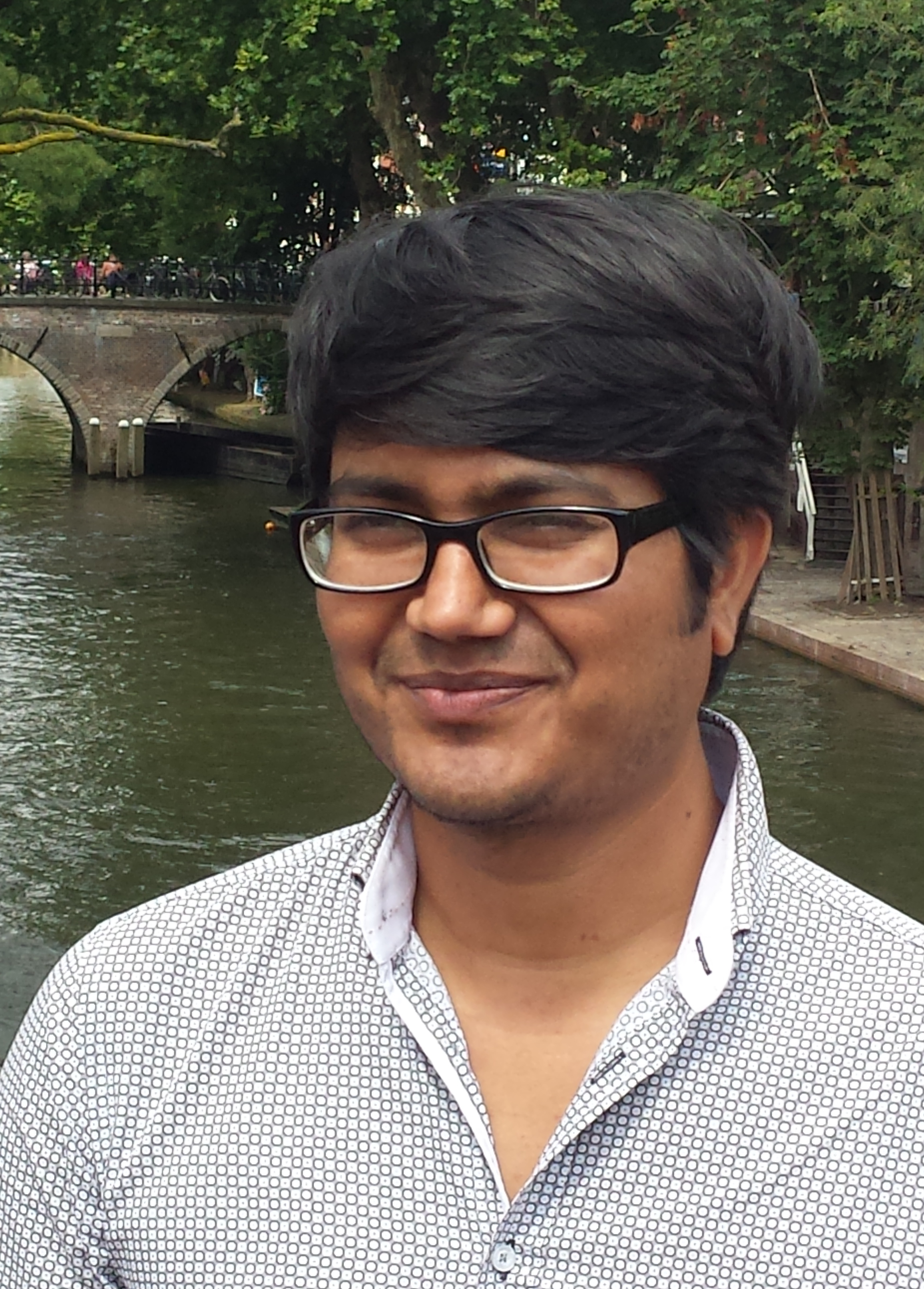
Mohiuddin in Utrecht (englisch):
Datei:Asif EHYD.ogg

Asif Mohiuddin (bengalisch আসিফ মহিউদ্দীন; * 24. Februar 1984 in Dhaka, Bangladesch) ist ein bangladescher Blogger und säkularistischer Internet-Aktivist, der aufgrund der Bedrohung durch Islamisten in seinem Heimatland seit 2014 in Deutschland lebt.

## Leben

### Kindheit und Jugend
Mohiuddin wurde als Sohn eines mittleren Staatsangestellten in Dhaka geboren und besuchte dort die Schule. Bis etwa zu seinem 13./14. Lebensjahr sei er ein gläubiger Muslim gewesen. Dann habe er (zum Kummer seiner Eltern) aber zunehmend begonnen, die ihm vermittelten religiösen Lehrinhalte zu hinterfragen. Aufgrund der von ihm gestellten kritischen Fragen und seiner unehrerbietigen Antworten gegenüber den Lehrern sei er oft von diesen kräftig verprügelt worden. Im Alter von 16 Jahren las er ein Wissenschaftsmagazin in bengalischer Sprache, in dem versucht wurde, die im Koran beschriebenen Wunder mit der modernen Naturwissenschaft in Einklang zu bringen und gewissermaßen rational-wissenschaftlich zu erklären. Er schrieb daraufhin einen Beitrag, in dem er konstatierte, dass es wissenschaftlich unmöglich sei, dass der Prophet Mohammed hoch zu Ross direkt in den Himmel geritten sei. Dieser und andere kritisch bis ironische Beiträge in bengalischen Zeitungen von Dhaka brachten ihm den Ruf eines Freidenkers und Religionskritikers ein. Dadurch kam er andererseits aber auch in Kontakt mit anderen gleichgesinnten Internetaktivisten.

### Als Blogger und Internetaktivist in Bangladesch
Im Jahr 2008 erwarb er einen Abschluss in Computerwissenschaften und begann, als Blogger aktiv zu werden. Er schrieb Beiträge für den ersten Internet-Blog in bengalischer Sprache in Bangladesch, somewhereinblog.net. Dort verbreitete er seine säkularistischen Ansichten. Er befasste sich kritisch mit der Scharia, mit Frauenrechten, mit der Unterdrückung von religiösen Minderheiten (insbesondere Hindus) in Bangladesch, sowie später auch mit den Rechten von Homosexuellen. In seinem Blog, den er provozierend mit „Gott – allmächtig nur dem Namen nach, aber ohnmächtig in der Realität“ übertitelte, bezeichnete er sich offen als Atheisten. Sein Blog gewann in der rasch wachsenden Blogger- und Internetgemeinde von Bangladesch rasch Tausende von Lesern. Mohiuddin nahm mehrfach an öffentlichen Diskussionsveranstaltungen mit islamischen oder islamistischen Personen teil, die von zahlreichen Personen besucht wurden. Diese Veranstaltungen seien anfänglich sehr konstruktiv und interessant abgelaufen. Als aber die Islamisten gemerkt hätten, dass sie ihm auf einer argumentativen Ebene nicht beikommen konnten, hätten sie die Diskussionen eingestellt und begonnen, aggressiv gegen ihn zu agitieren.

### Mordanschlag und Verhaftung 2013
Am 15. Januar 2013 wurde Mohiuddin nahe seinem Arbeitsplatz bei einer IT-Firma in Motijheel, einem Stadtteil von Dhaka, überfallen. Die vier Angreifer stachen mit einem Küchenmesser vielfach von hinten auf ihn ein, schlugen ihn mit einer Eisenstange und verletzten ihn dabei schwer. Zuvor war nach seinen Aussagen bereits ein Versuch gemacht worden, ihn in einem Lieferwagen zu entführen, der aber von begleitenden Freunden vereitelt wurde. Mohiuddin überlebte das Attentat. Die nahe gelegene Klinik, in die er zunächst gebracht wurde, weigerte sich, den aus zahlreichen Stichwunden Blutenden zu behandeln, da er ein „Fall für die Polizei“ sei. Darauf brachten ihn herbeigerufene Freunde in das Zentralkrankenhaus von Dhaka, wo die Stichwunden über mehrere Stunden chirurgisch versorgt wurden.
Am 3. April 2013 wurde Mohiuddin verhaftet und mit anderen Bloggern der Verbreitung aufrührerischen Gedankenguts und Verletzung religiöser Gefühle angeklagt. Kurz zuvor war auch sein Blog auf Anweisung der bangladeschischen Telekommunikations-Aufsichtsbehörde aus dem Netz entfernt worden. Daraufhin kam es am 4. April 2013 zu einem Blogger-Streik in Bangladesch, bei dem mindestens acht häufig besuchte Webseiten ihren Betrieb zeitweilig einstellten und stattdessen eine leere Seite mit einer geballten, einen Schreibstift haltenden Faust und der Inschrift „Muzzle me not“ („Verpass mir keinen Maulkorb“) darstellten. Mohiuddin verbrachte anschließend 3 Monate im Gefängnis. Im Gefängnis wurde er anfänglich von Mitgefangenen bedroht, aber auch von anderen, zusammen mit ihm verhafteten Bloggern beschützt. Am 27. Juni 2013 wurde er wieder gegen Kaution entlassen.
Etwas später wurde er erneut für zehn Tage inhaftiert und traf im Gefängnis drei seiner damaligen Angreifer, mehrere junge Islamisten der Ansarullah Bangla-Gruppierung, mit denen er über etwa eine halbe Stunde intensiv diskutierte. Die in bemerkenswert friedlicher Form geführte Diskussion wurde von vielen Gefängnisinsassen beobachtet und mitgehört. Mohiuddin fragte seine Angreifer, warum sie die Tat verübt hätten. Ironisierend warf er ihnen vor, ihn von hinten, statt von vorne, wie es in den islamischen Schriften vorgeschrieben sei, attackiert zu haben. Diese antworteten, dass sie nichts persönlich gegen ihn hätten, aber da Mohiuddin den Islam verlassen habe, müsse er nach der Scharia getötet werden. Wenn die Regierung dies nicht übernähme, müsse dies eben durch andere Einzelpersonen erledigt werden. Sie würden nach seiner Gefängnisentlassung wohl erneut versuchen ihn zu töten. Nach Ansicht Mohiuddins waren seine Angreifer keine „schlechten Menschen“, sondern Personen, die offensichtlich keine wirklich selbst gebildete Meinung, sondern stattdessen eine Gehirnwäsche in der Madrasa erhalten hatten (im englischen Zitat: „brainwashed in the Madrasa“). Nur durch ständige Argumentation mit den Islamisten sei es möglich, sie allmählich von ihren Ansichten abzubringen.

## Flucht nach Deutschland
Seit April 2014 lebt Asif Mohiuddin in Deutschland, zunächst mit einem Stipendium der Hamburger Stiftung für politisch Verfolgte und später auch mit Unterstützung von Amnesty International.
In einem Interview mit der Deutschen Welle im April 2014 erklärte er, dass er sich auch in Deutschland nicht vollständig sicher fühle. Einige Tage zuvor sei auf Facebook ein Beitrag gepostet worden, in dem Facebook-Leser dazu aufgefordert wurden, nach Deutschland zu reisen, um ihn zu töten. Der Beitrag habe 1200 likes erhalten und sei vielfach weiterverteilt worden. Auch bei einigen in Deutschland lebenden Muslimen oder Migranten aus islamischen Ländern nach Deutschland seien seine Ansichten auf entschiedene Ablehnung gestoßen. Nach Ablauf seines einjährigen Stipendiums blieb Mohiuddin zunächst in Deutschland und kehrte nicht, wie beabsichtigt nach Bangladesch zurück. Er sei dort mittlerweile zum „Feind Nummer 1“ der Islamisten geworden.
Seine Internetaktivitäten hat Mohiuddin nicht eingestellt. Aufgrund der Schließung seines alten Blogs verbreitet er seine Ansichten weiter über Facebook und andere Internetkanäle. Er ist als Vortragender auf verschiedenen Kongressen und Veranstaltungen aktiv, so unter anderem auf der Tagung der American Atheists in Memphis am 29. Juni 2015.

## Weiteres

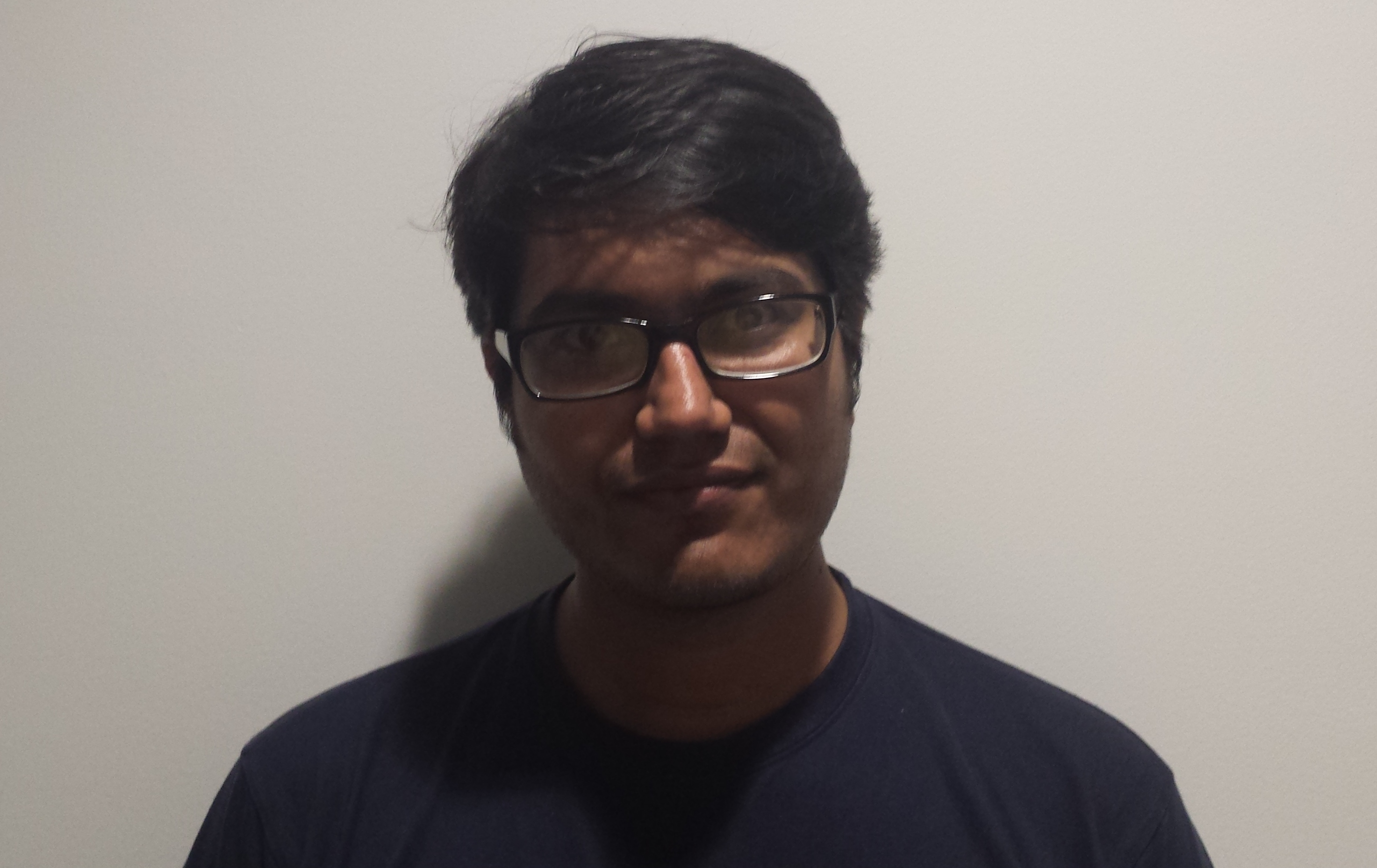
Asif Mohiuddin bei den European Humanist Youth Days 2016 in Utrecht.

Der Mordanschlag auf Mohiuddin 2013, über den im In- und Ausland viel berichtet wurde, bildete gewissermaßen den öffentlichen Auftakt zu einer Mordserie an Bloggern, Säkularisten und Islamismus-Kritikern in Bangladesch, die bis heute andauert und bisher (2016) etwa zwei Dutzend Todesopfer gefordert hat. Mohiuddin führt die Tatsache, dass er überlebt hat auch darauf zurück, dass er relativ viel internationale Aufmerksamkeit auf sich gezogen hat. Insbesondere der englischsprachige Dienst der Deutschen Welle berichtete vielfach über ihn.

## Ehrungen
- Best of Online Activism Award („The BOBs“) der Deutschen Welle: People's Choice winner 2012
- Free Expression Award des World Humanist Congress 2014[13] der Internationalen Humanistischen und Ethischen Union
- Anna Politkovskaya-Preis 2015[2]
- einer von Hundert Information Heroes von Reporter ohne Grenzen[14]